# Eva Turner
Eva Turner, DBE (10 de março de 1892 - 16 de junho de 1990) foi uma soprano inglesa de reputação internacional. Sua forte, limpa e bem treinada voz foi conhecida em papéis de óperas alemães e italianas.

## Carreira
Eva Turner nasceu em Werneth, Oldham, Inglaterra. Suas primeiras lições formais de canto foram com Dan Rootham, o professor da famosa contralto Clara Butt. De 1911 a 1914, ela estudou na Academia Real de Música, em Londres.
Ela começou sua carreira como corista na Companhia de Ópera de Carl Rosa e rapidamente conseguiu grandes papeis, como Kate Pinkerton e o papel de Cio Cio San em Madama Butterfly de Giacomo Puccini; Micaela em Carmen de Georges Bizet; Musetta em La Bohème de Giacomo Puccini; Santuzza em Cavalleria rusticana de Pietro Mascagni; Elisabeth em Tannhäuser de Richard Wagner; Freia e Elsa em Lohengrin de Richard Wagner; Brünnhilde e Leonora em La forza del destino de Giuseppe Verdi; Leonora em Fidelio de Ludwig van Beethoven; Eva em Die Meistersinger von Nürnberg de Richard Wagner e os papéis títulos de Aida de Giuseppe Verdi, Tosca de Giacomo Puccini e Thaïs de Jules Massenet.
Em 1924, após audições para o Teatro alla Scala em Milão, ela ganhou o papel de Freia e de Sieglinde na produção da companhia, para o Ciclo do Anel de Richard Wagner, na temporada 1924/5. O próprio maestro Arturo Toscanini, Maestro Residente, que a escolheu.
Entretanto, o papel que a fez conhecida mundialmente, foi o papel título de Turandot, ópera do compositor italiano Giacomo Puccini. Ela participou de audições para o papel, para a produção de estreia da ópera no Teatro alla Scala em 1926 e o cantou em dezembro no mesmo ano, no Teatro Grande em Brescia, sete meses após a première. Em 1928 ela apresentou-se no Covent Garden (também cantando Aida e Santuzza, durante a temporada) e em 1929 ela tornou-se soprano do La Scala. Gravações de Turandot aconteceu no Covent Garden, em 1937, com Giovanni Martinelli cantando o papel de Calaf e John Barbirolli conduzindo.
Em 1949, foi oferecido a Turner a posição de Professora de Canto na Universidade de Oklahoma, e um contrato de um ano acabou sendo prolongado para nove. Ela voltou a Londres em 1959, quando ela foi nomeada a Professora de Canto da Academia Real de Música, uma posição que ela ocupou até a década de 1980. Algumas de suas alunas são Roberta Knie, Janet Coster e Dama Kiri Te Kanawa. 
Ela foi apontada como Dama Comandante da Ordem do Império Britânico em 1962. E morreu em 16 de junho de 1990, aos 98 anos de idade.